# Lucía Pinochet
Inés Lucía Pinochet Hiriart, mais conhecida como Lúcia Pinochet (Santiago, 14 de dezembro de 1943) é uma política chilena. Ela é a primogênita do ex-militar e ex-presidente chileno Augusto Pinochet e desempenhou um papel ativo no governo de seu pai. Foi concejala pela comuna de Vitacura durante o período de 2008 a 2012.

## Vida pública
Durante o regime militar liderado por seu pai, fundou e dirigiu várias instituições: foi fundadora e presidente — entre 1977 e 1982 — da Corporación de Estudios Nacionales; criou a Fundación Nacional de la Cultura, da qual é presidente desde 1982; e fundou o Instituto Profesional de Estudios Superiores "Luis Galdames", que dirigiu entre  1985 e 1992. Entre 1995 e 1998 foi membro do Diretório da Fundación Augusto Pinochet.
Acusada de fraude fiscal, viajou para os Estados Unidos em janeiro de 2006, onde pediu asilo político , mas foi deportada para a Argentina, o último país onde esteve. No funeral de seu pai, no mesmo ano, fez um discurso em nome da família Pinochet-Hiriart, onde justificou o golpe de Estado de 11 de setembro de 1973 afirmando que Augusto Pinochet havia acendido "a chama da liberdade" em seu país após o governo de Salvador Allende.
Em 13 de setembro de 2007, Lucía Pinochet anunciou a sua intenção de lançar sua candidatura independente a deputada pelo distrito 23 (Las Condes, Vitacura, Lo Barnechea) em Santiago. No entanto, foi presa em outubro do mesmo ano pelo caso Riggs, juntamente com sua mãe e quatro irmãos, além de outras dezessete pessoas (incluindo dois generais, um de seus ex-advogados e sua ex-secretária). Eles foram acusados de malversação de fundos, uso de passaportes falsos e de ter transferido ilegalmente US$ 27 milhões (£ 13,2 milhões) para bancos estrangeiros durante o regime de Pinochet.
Pinochet foi eleita concejal de Vitacura, distrito do setor nordeste de Santiago, nas eleições municipais de 2008, onde recebeu cerca de 16% dos votos, terminando em segundo lugar. Seu mandato expirou em 6 de dezembro de 2012.